# Montemilone
Montemilone är en ort och kommun i provinsen Potenza i regionen Basilicata i Italien. Kommunen hade 1 556 invånare (2017).